# 東武ダイヤルバス
東武ダイヤルバス株式会社（とうぶダイヤルバス Tobu Dial Bus）は、2008年3月まで存在した東武グループの朝日バスグループのバス事業者である。2008年に日光交通と合併した。本項では吸収合併前の東武ダイヤルバスについて記す。

## 概要
旅館送迎車による鬼怒川温泉駅の列車発着時の交通渋滞解消のため、鬼怒川・川治旅館協同組合からの依頼により共同送迎バスの運行を目的とし、ブランド名の「ダイヤル」はタクシーのように電話で配車を依頼することから冠され、1973年に「東武ダイヤルバス株式会社」が誕生した。
当時、電話受付によりルートを変える管制センターを備えた共同送迎バスシステムは、デマンドバス（呼び出しバスシステム）の先駆的な事例の一つとして取り上げられた。
2000年4月1日に東武鉄道のバス事業の経営合理化と路線維持を目的として不採算路線の肩代わり移管を受ける（鬼怒川温泉駅 - 湯西川温泉駅他6系統）。その後2002年4月1日に鬼怒川温泉駅 － 江戸村循環ほか1系統移管を受けた。
日光交通に合併後、2020年時点では「鬼怒川温泉駅・ホテル間循環バス」という名称に変更されたものの、共同送迎バスには同社のブランド名として「ダイヤルバス」の名称が継続して使われており、車両の行先表示や各ホテルでは多くがダイヤルバスという表記を続けている。

## 営業所
2004年10月1日時点
- 本社所在地:東京都墨田区押上1-1-2
- 営業所は鬼怒川営業所のみで、所在地は栃木県日光市鬼怒川温泉大原1390。日光交通統合後は日光交通のダイヤルバス営業所となっている。

## 沿革
- 1973年（昭和48年）9月26日 - 東武ダイヤルバス株式会社設立[7]。
- 1974年（昭和49年）4月 - ダイヤルバス運行開始[1]
- 1975年（昭和50年）12月 - 貸切事業開始[1]
- 1992年（平成4年）4月 - 東武鉄道より2系統（JR日光駅 - 下今市駅、鬼怒川公園駅 - 下今市駅）の移管を受け乗合事業開始[1]
- 2000年（平成12年）
  - 4月1日 - 東武鉄道より鬼怒川温泉駅 - 湯西川温泉駅他6系統のバス路線を譲受
  - 10月1日 - 東武バス鬼怒川出張所閉所により、同所の全路線を譲受。
- 2008年（平成20年）3月6日 - 東武ダイヤルバス株式会社は、日光交通株式会社を存続会社として合併[8]。

## 日光交通へ吸収合併直前の一般路線
- 鬼怒川温泉駅 - 藤原支所前 - 鬼怒川公園駅 - 龍王峡入口 - 川治温泉 - 湯西川温泉駅 - 湯西川温泉[9]
  - 鬼怒川温泉駅 - 川治温泉、湯西川温泉駅 - 湯西川温泉の区間便あり[9]
- 鬼怒川温泉駅 - 東武ワールドスクウェア - 小佐越駅 - 新高徳駅 - ウェスタン村入口 - 日光江戸村[10]
- 鬼怒川温泉駅 - 東武ワールドスクウェア - 小佐越駅 - 日光江戸村[10]
- 鬼怒川温泉駅 - 仲町 - 鬼怒川公園駅
- 鬼怒川公園駅 - 藤原支所前 - 鬼怒川温泉駅 - 新高徳駅 - 下今市駅
- 下今市駅 - 今市養護学校 - ゴルフ場 - JR日光駅

## 車両・カラーリング
日野自動車製のバスが大半を占め、いすゞ自動車製が少し在籍する。
- 1994年の乗合事業開始以降、前扉の中型車を新製導入していたが、栃木県が排ガス規制区域外ということもあり、グループ各社の車両が集まりつつある[6]。
- 新車導入のほか前述のようにグループ各社から車両を譲受しているため、複数のカラーリングが存在する。略記は "TDB" (Tobu Dial Bus)。
  - 旧オリジナル：白色ベースに窓から上がオレンジ色、裾のラインは直線でオレンジ色のタイプと波状のデザインの2タイプがある[6]。
  - 新オリジナル：1998年より従来の配色（白とオレンジ色）を東武グループ貸切色のデザインとした[6]
  - 朝日自動車標準色：東武ダイヤルバス時代の導入車両は「TDB」表記[12]。
  - 東武グループ貸切バス標準塗装、東武鉄道旧貸切バス塗装、東武鉄道一般路線バス塗装：それぞれ東武鉄道から国際十王交通や日光交通、朝日自動車などを経ての移籍車。東武ダイヤルバスでは一般路線車として使用[6]

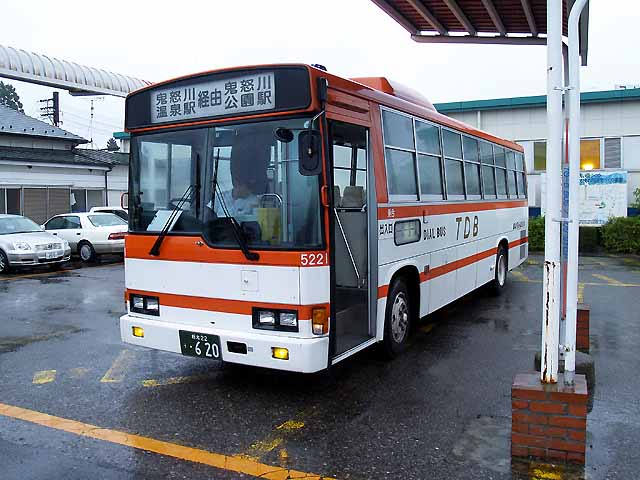
直線ライン
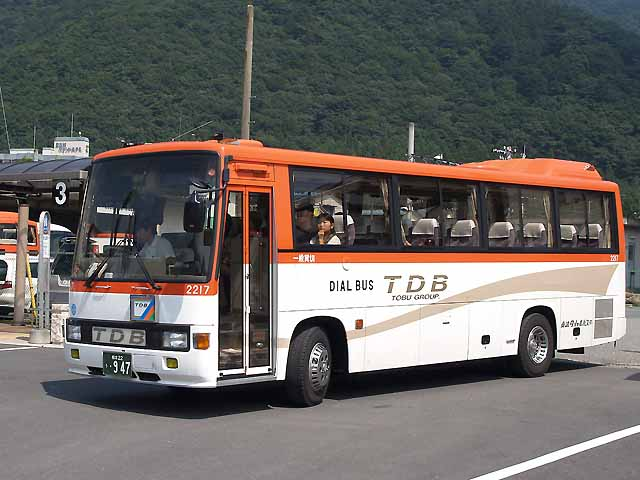
波ライン
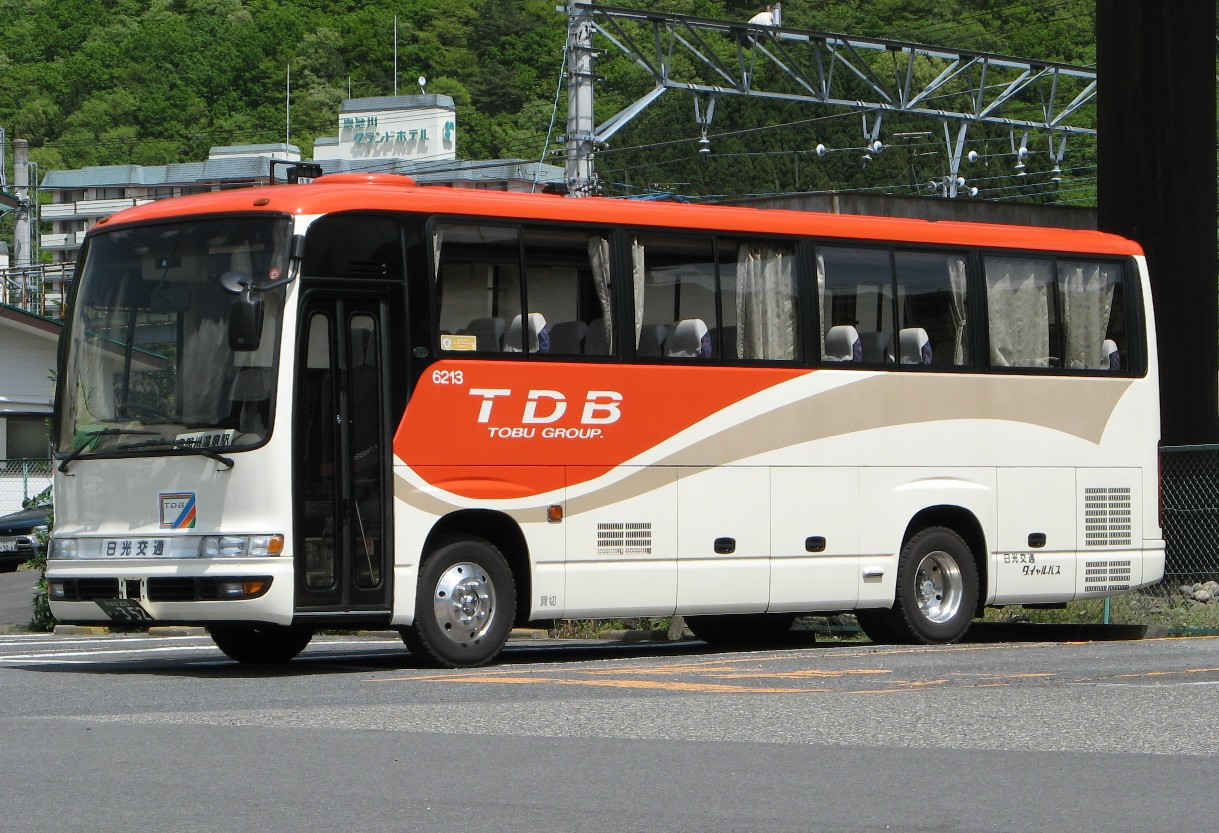
1998年からの塗装
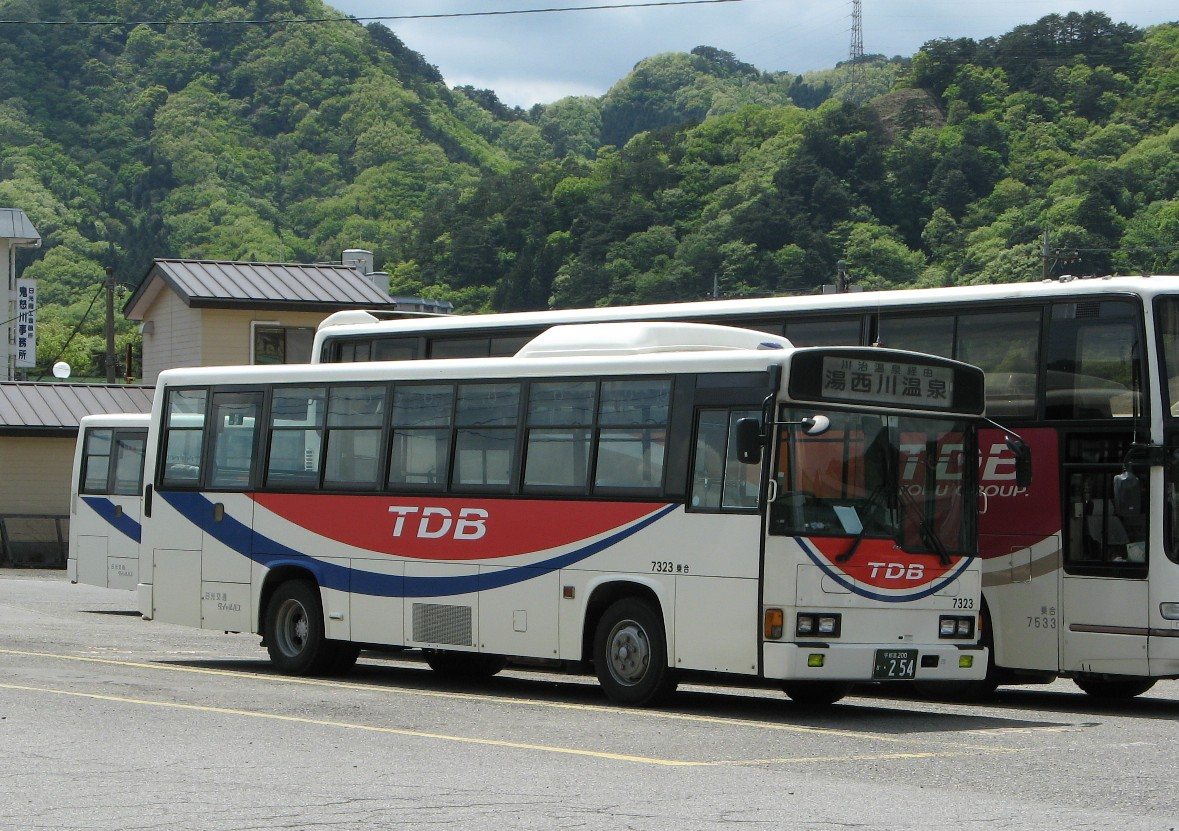
朝日自動車標準塗装に「TDB」